# Dag Nasty
Dag Nasty — американський хардкор-панк гурт із Вашингтона, округ Колумбія.
Гурт створений у 1985 році гітаристом Браяном Бейкером (учасник гурту Minor Threat), барабанщиком Коліном Сірсом і басистом Роджером Марбері (обидва учасники гурту Bloody Mannequin Orchestra), і вокалістом Шоном Брауном (виступав в гуртах Swiz та Jesuseater).
Музика гурту Dag Nasty була класифікована як хардкор-панк, мелодійний хардкор, емокор, пост-хардкор.
Їхній стиль менш агресивного, мелодійного хардкору вплинув на пост-хардкор.
На їхнє звучання вплинули такі гурти, як The Faith (їхній міні-альбом 1983 року Subject to Change), Descendents, Buzzcocks, The Clash.

## Історія
У 1986 році гурт Dag Nasty випустив альбом Can I Say на незалежному лейблі Dischord Records. У записі альбому брав участь перший вокаліст Шон Браун та новий співак Дейв Смоллі з гурту DYS.
Влітку були заплановані гастролі гурту Dag Nasty разом з гуртом The Descendents. Але гурт покинув Дейв Смоллі, і гастролі були на межі зриву. Гурт розмістив оголошення в місцевій газеті, було знайдено нового співака, Пітера Кортнера, і гастролі відбулись. Після гастролей гурт повернувся додому і записав новий матеріал, який вийшов лише через багато років.
Після ще кількох місцевих концертів гурт Dag Nasty розпався восени 1986 року.
Інший гурт, з яким надалі буде пов'язана доля Браяна Бейкера — це Doggy Style. Оригінальний гурт Doggy Style проіснував з 1983 по 1986 рік, після чого вони розділилися на два проєкти-близнюки, і обидва використовували назву Doggy Style. Один з цих проєктів-близнюків Doggy Style отримав такий склад: Бред Ксав'єр (Brad Xavier), Лу Гаез (Lou Gaez), Браян Бейкер (який нещодавно покинув гурт Dag Nasty), Даг Керріон (який нещодавно покинув гурт Descendents). Цей варіант гурту Doggy Style випустив альбом The Last Laugh на лейблі National Trust Records. Невдовзі після його випуску Браян і Даг залишили цей варіант Doggy Style, щоб відновити гурт Dag Nasty.
Брайан відновив гурт Dag Nasty на початку 1987 року. Новий склад гурту Dag Nasty: Брайан, Пітер, Колін, Даг (який замінив Роджера Марбері, який відмовився приєднуватись го гурту).
У тому ж 1987 році гурт записав і випустив альбом Wig Out at Denko's на лейблі Dischord Records. До альбому увійшов матеріал, створений перед розпадом гурту, наприкінці 1986 року, а також новий матеріал.
У 1988 році гурт випустив свій альбом «Field Day» на лейблі Giant Records, який розповсюджував Dutch East India Trading. Це був амбітний альбом, який часто викликав різко поляризовані оцінки фанів: багато хто ненавидів його, а багато хто любив. «Field Day» намагався поєднати поп-мелодії з хардкором і металевими рифами ще більше, ніж це було зроблено раніше в альбомі Wig Out at Denko's. Часом результат був нерівним, але допоміг започаткувати новий стиль хардкору з більш контрольованою грою, гітарними ефектами, акустичними елементами та повільнішим темпом. Гурт розпався незабаром після завершення туру на підтримку альбому «Field Day» у 1988 році.
У 1991 році вишли дві збірки: Can I Say/Wig Out at Denko's, збірка вийшла на лейблі Dischord Records; 85-86 — це збірка ранніх записів, що передували альбому Can I Say, збірка вийшла на лейблі Selfless Records.
У 1992 році гурт Dag Nasty возз'єднався, вокалістом став Дейв Смоллі, гурт випустив альбом «Four on the Floor». В цьому ж році гурт знову розпався.
У 2002 році гурт знову зібрався, знову вокалістом був Дейв Смоллі, гурт повернувся до хардкорного звучання. Результатом цього возз'єднання став альбом «Minority of One». В цьому ж році гурт знову розпався.
До теперішнього часу гурт Dag Nasty все ще випускає записи, хоча для своїх учасників це вже більше сайд-проект, чим штатний гурт.
Кортнер, який роками не був безпосередньо пов'язаний з гуртом, отримав освіту юриста, займався юридичною практикою і нещодавно став шкільним учителем. Для Кортнера музика стала хобі, якийсь час він створював музику під псевдонімом GPFA, також співпрацював з музикантами з гурту The Gerunds з Філадельфії. Він і Даг Карріон також мають проект під назвою Field Day, де вони виконують пісні з часів Кортнера в гурті Dag Nasty.
Сірс продовжував грати в гурті The Marshes, а пізніше, після переїзду до Портленда, штат Орегон, у гурті Handgun Bravado. Він також працює міським планувальником у Комісії розвитку Портленда.
Інші учасники гурту продовжують займатися музикою.
Бейкер приєднався до гурту Bad Religion після того, як з гурту пішов Бретт Гуревіц, щоб зосередитися на власному звукозаписному лейблі (Epitaph Records), але продовжив грати в гурті, коли Гуревіц повернувся.
У 2009 році Браян Бейкер заявив, що хоче записати нову платівку гурту Dag Nasty з Пітером Кортнером. «Колись ми хочемо записати ще один альбом із Пітером. Я говорив з Коліном і Роджером, і вони хочуть зробити це з Пітером наступного разу. Можливо, через рік, хто знає? Як тільки у людей буде така можливість. Про Пітера можна сказати одну річ — він справді хороший лірик. Це завжди було його сильною стороною».
У жовтні 2012 року гурт Dag Nasty оголосив про об'єднавчий концерт у Вашингтоні зі своїм оригінальним співаком Шоном Брауном.
28 грудня 2012 року оригінальний склад гурту Dag Nasty зіграв у клубі Black Cat на підтримку майбутнього документального фільму «Salat Days: The DC Punk Revolution».
У клубі також виступав гурт Government Issue, ще один возз'єднаний панк гурт з Вашингтону.
Гурт Dag Nasty знову возз'єднався у 2015 році. Було оголошено, що навесні 2016 року гурт Dag Nasty вирушить у тур по Європі, далі 30 травня виступить на музичному фестивалі Punk Rock Bowling у Лас-Вегасі, далі 11 червня виступить в Asbury Park, Нью-Джерсі.
Новий 7" сингл було випущено на лейблі Dischord Records у травні 2016 року.

## Учасники гурту
Хронологія
Вокал
- Шон Браун (Shawn Brown), серпень 1985 — лютий 1986/грудень 2012/2015
- Дейв Смоллі (Dave Smalley), лютий 1986 — червень 1986/1991/2002
- Пітер Кортнер (Peter Cortner), липень 1986 — липень 1988

Гітара
- Браян Бейкер (Brian Baker)

Бас
- Роджер Марбері (Roger Marbury), серпень 1985 — березень 1987/1991/2002/грудень 2012
- Даг Карріон (Doug Carrion), березень 1987 — липень 1988

Барабани
- Колін Сірс (Colin Sears), серпень 1985 — червень 1987/1991/2002/грудень 2012
- Скотт Гаррет (Scott Garrett), серпень 1987 — липень 1988
- Лондон Мей (London May), тур «Wig Out at Denko's», літо 1987

## Дискографія

### Альбоми
- Can I Say LP (Dischord Records, 1986)
- Wig Out at Denko's LP (Dischord Records, 1987)
- Field Day LP (Giant Records, 1988)
- Four on the Floor LP/CD (Epitaph Records, 1992)
- Minority of One LP/CD (Revelation Records, 2002)
- Dag with Shawn LP/CD (Dischord Records, 2010) — recorded in 1985, features songs from first album with Brown on vocals[14]

### Перевидання та збірки
- Can I Say/Wig Out at Denko's CD (Dischord Records, 1991)
- 85-86 LP/7" Box Set/CD (Selfless Records, 1991)
- Can I Say and Wig Out at Denko's were remastered and separately re-released by Dischord in 2002.

### Сингли та мініальбоми
- All Ages Show 7" (Giant Records, 1987)
- Trouble Is 12" (Giant Records, 1988)
- Cold Heart 7" (Dischord Records, 2016)